# Pizza eschoise

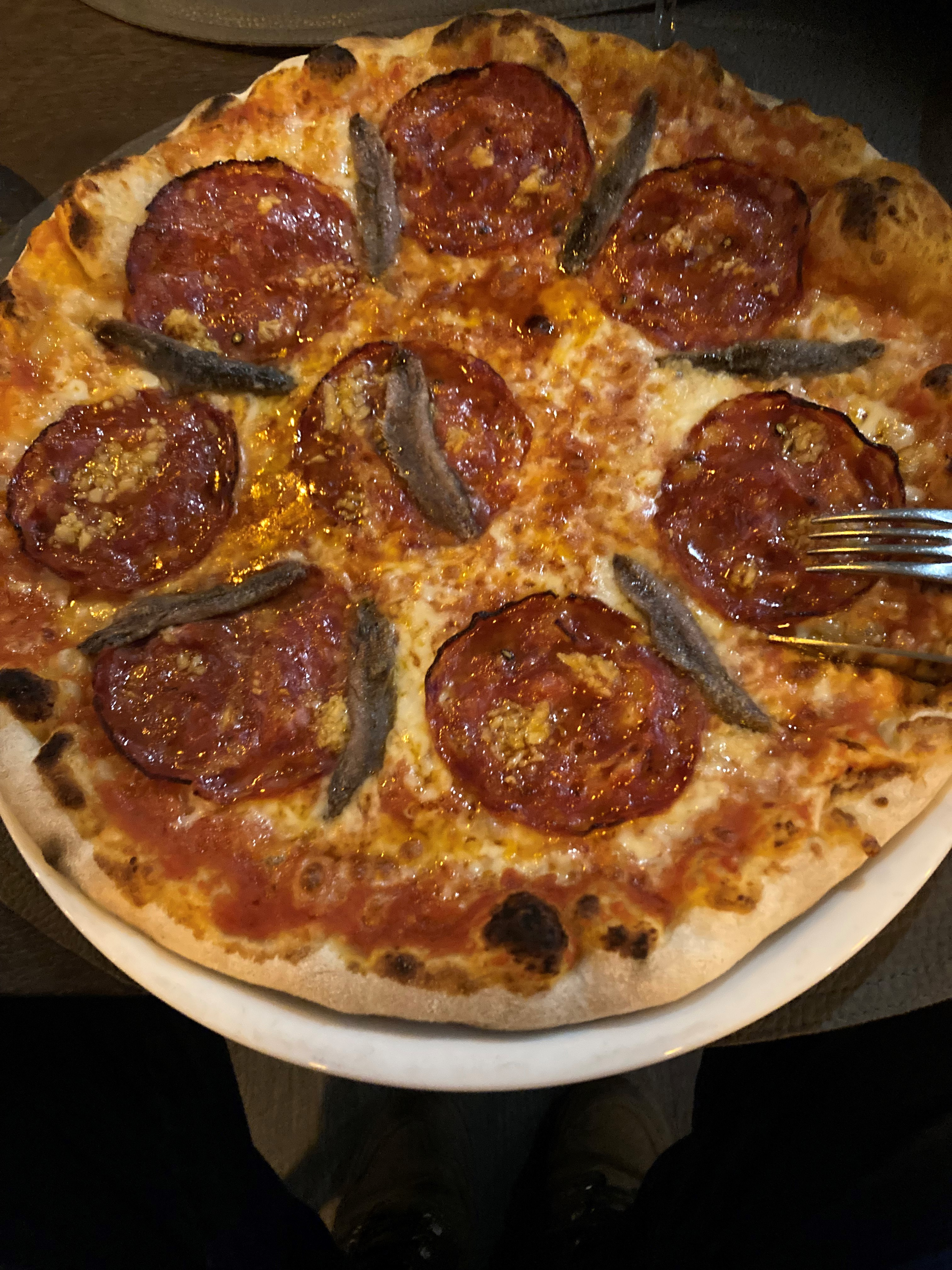
Une Pizza Eschoise, ou Escher Pizza.

La pizza eschoise (également connue sous le nom de Escher Pizza, rarement appelée Pizza Esch) est une sorte de pizza qui a été présentée par la ville d'Esch-sur-Alzette au Grand-Duché de Luxembourg, ensemble avec des pizzerias locales en 2022, l'année où Esch-sur-Alzette était la Capitale européenne de la culture. Un argument pour sa création était que cette variante de pizzas était depuis longtemps et souvent commandée dans les pizzerias d'Esch-sur-Alzette et dans les environs. Jusque-là, cette pizza ne portait cependant pas de nom officiel.

## Le symbole des ingrédients
En plus de la base traditionnelle pour pizzas qui est le fromage et la sauce de tomates, cette pizza est garnie de salami épicé, d'ail et d'anchois. Hormis l'ail, qui est une plante indigène dans la région sud du Luxembourg, ce sont tous des ingrédients qui proviennent de pays qui ont joué un rôle dans l'histoire de l'immigration à Esch-sur-Alzette. La pizza elle-même est originaire d'Italie. Le salami épicé est une spécialité de nombreuses régions du sud, dont l'Espagne et le sud de la France. Il en va de même pour les anchois, qui sont très appréciés notamment au Portugal.
Il faut savoir que depuis l'industrialisation du Grand-Duché de Luxembourg, la région sud du pays a connue plusieurs vagues d'immigration en provenance de ces régions. Ces ingrédients sont donc destinés à représenter la mixité et la polyvalence des habitants d'Esch-sur-Alzette.

## Vente de la pizza eschoise
La pizza eschoise était initialement vendue dans une quinzaine de pizzerias au centre-ville d'Esch-sur-Alzette. Depuis lors, d'autres pizzerias à travers le pays et des deux côtés de la frontière franco-luxembourgeoise ont également repris la Escher Pizza ou la Pizza Eschoise dans leur carte de menu.